# ریچارد بی. فرانک
ریچارد بی. فرانک (انگلیسی: Richard B. Frank؛ زادهٔ ۱ ژانویهٔ ۱۹۴۷) مورخ نظامی اهل ایالات متحده آمریکا است.